# Pachyprosopis grossoscapus
Pachyprosopis grossoscapus là một loài Hymenoptera trong họ Colletidae. Loài này được Exley mô tả khoa học năm 1976.

## Hình ảnh

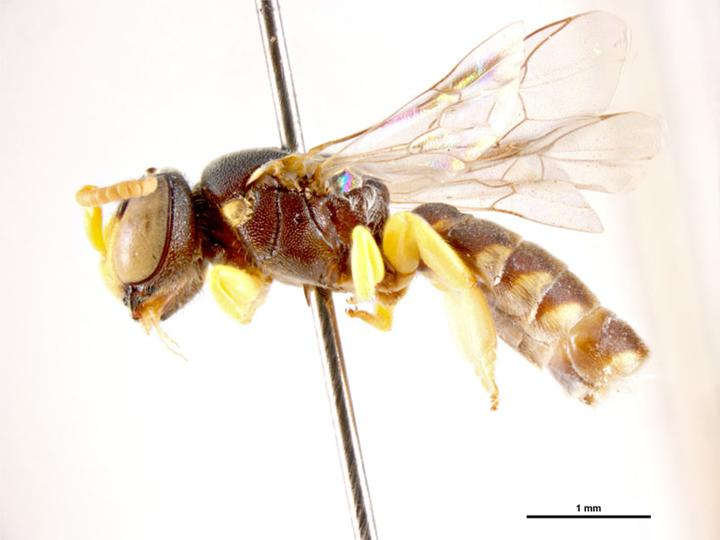